# Cases cúbiques

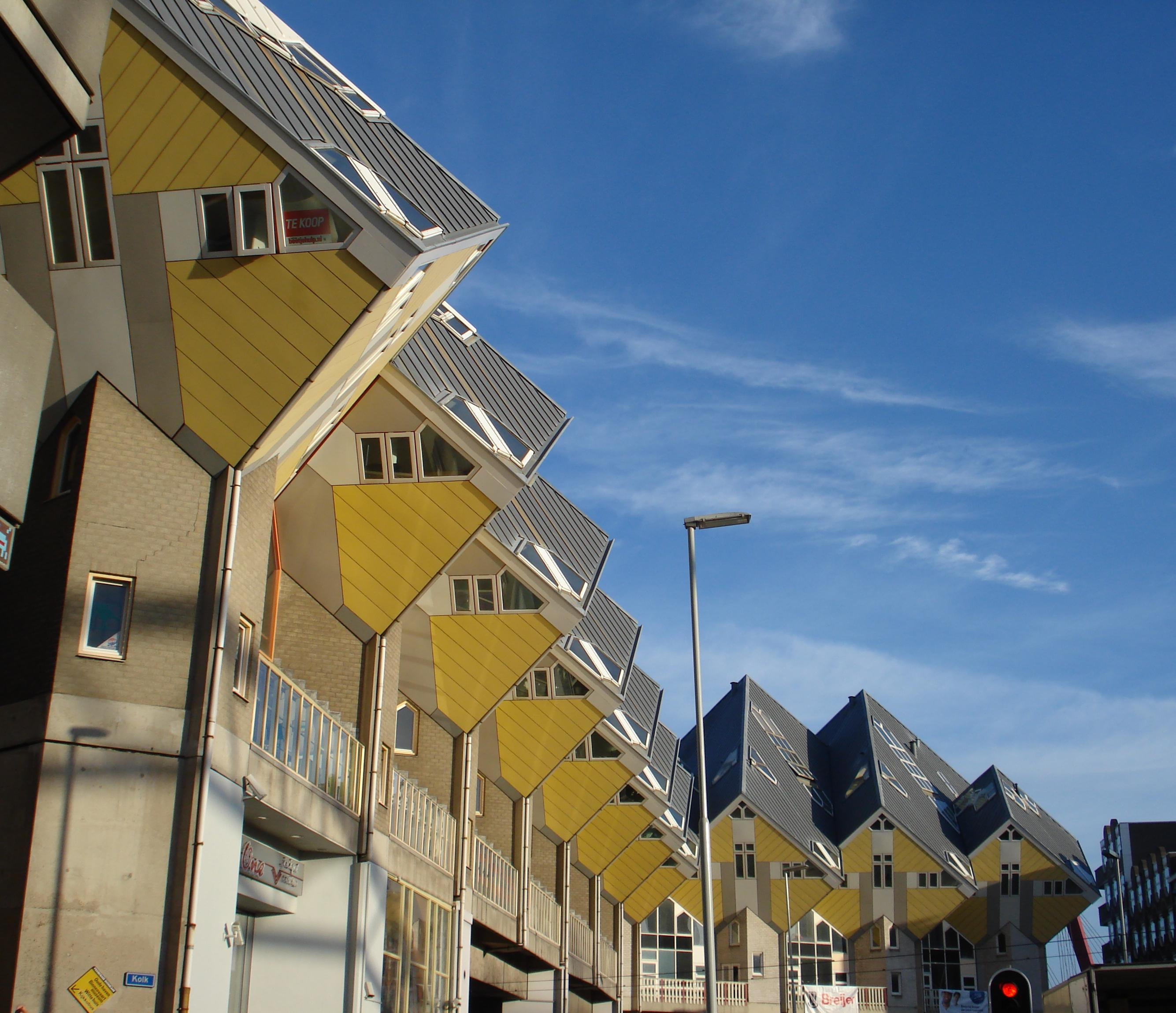
Cases cúbiques de Rotterdam vistes des del Binnenrotte

Les cases de cúbiques (neerlandès: Kubuswoningen) són un conjunt de cases innovadores en forma de cub inclinat construïdes als Països Baixos a la dècada de 1979 a les ciutats de Rotterdam i Helmond, dissenyades per l'arquitecte Piet Blom. El seu disseny representa un poble dins de la ciutat, on cada casa representa un arbre, i totes les cases juntes, un bosc.

## Helmond

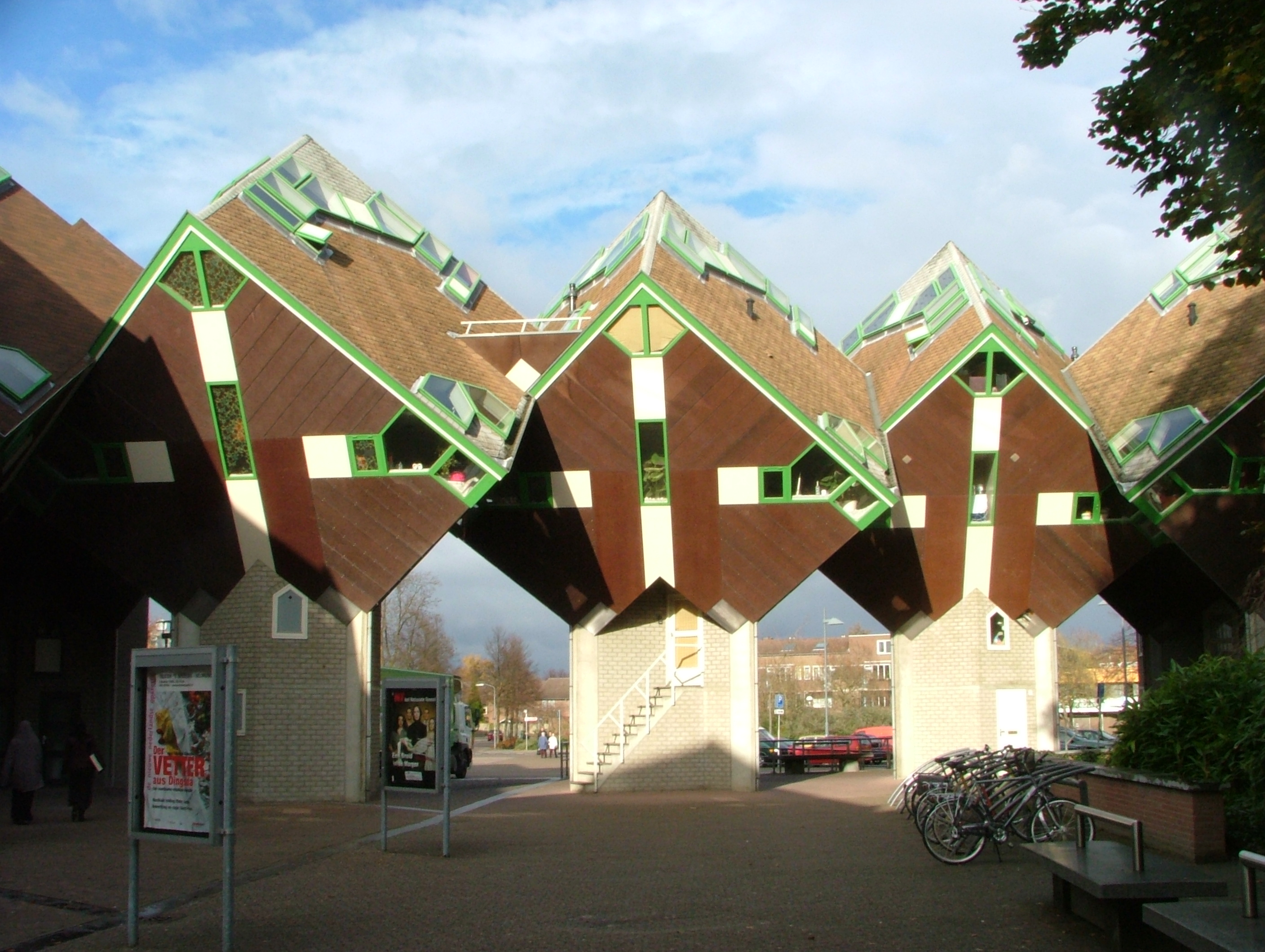
Cases cúbiques a Helmond.

El 1974 es van construir per primera vegada tres versions de prova i el 1977 es van construir 18 cases a Helmond. Les moltes cases requerides per un bosc vivent mai es van construir. Les cases a Rotterdam van ser dissenyades el 1977, d'un pla per fer-ne 55 se'n van construir 39. Les cases de cub a Helmond envoltaven un teatre, Teatre't Speelhuis, que va ser destruït per un gran incendi el 29 de desembre de 2011.

## Rotterdam
Les cases a Rotterdam es troben en Overblaak Street, just a sobre de l'estació de metro de Blaak. Són un total de 38 cases cúbiques amb façana groga. Cada casa cub és un habitatge de tres plantes, amb un total de 100 m². Algunes de les cases estan habitades. A banda dels 38 cubs petits i hi ha dos anomenats "supercubs", tots connectats entre ells.
Com que els residents eren pertorbats pels vianants curiosos, un dels propietaris van decidir obrir un dels cubs com a museu, decorant-lo com una casa normal, i donant la possibilitat de visitar-lo.
Les cases tenen tres pisos:
- Entrada de la planta baixa
- Primer pis amb sala d'estar i cuina oberta

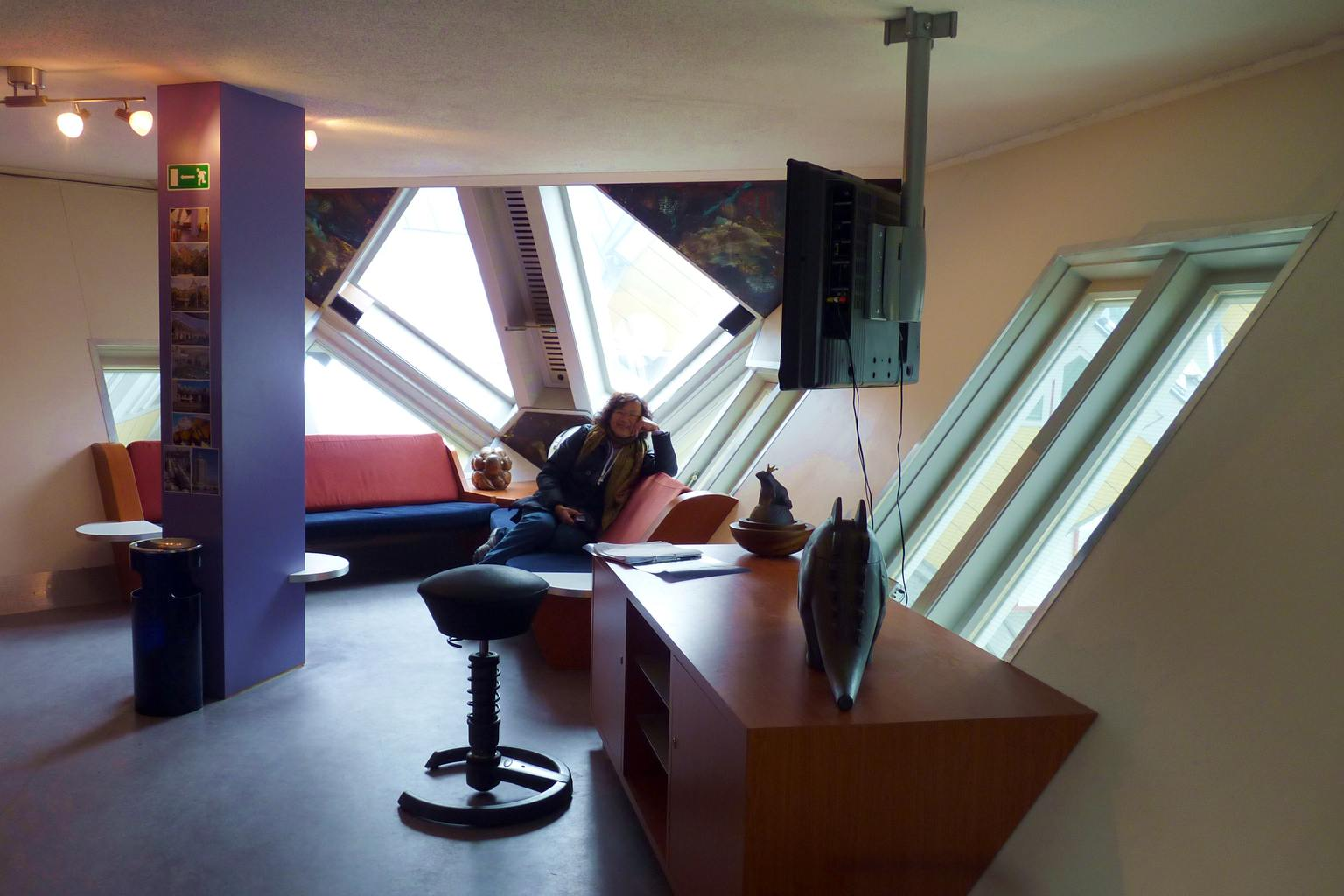
La sala d'estar del "cub d'exposició" en Rotterdam.

- Segon pis amb dos dormitoris i bany
- Pis superior que és de vegades utilitzat com a jardí petit

Les parets i finestres estan inclinades a 54,7 graus. La seva superfície total és d'uns 100 metres quadrats, però al voltant d'una quarta part de l'espai no es pot utilitzar degut a les parets que es troben sota els sostres inclinats.
El 2006, un museu de peces d'escacs va ser obert sota les cases.
El 2009, els cubs més grans van ser convertits en un alberg gestionat per la cadena neerlandesa d'albergs Stayokay.
L'any 2019 es va obrir el cub Art. El cub d'art és un lloc on l'art i l'arquitectura s'uneixen. Amb la disposició original de la vida intacte, aquesta casa cúbica forma el teló de fons de l'obra de diversos artistes.

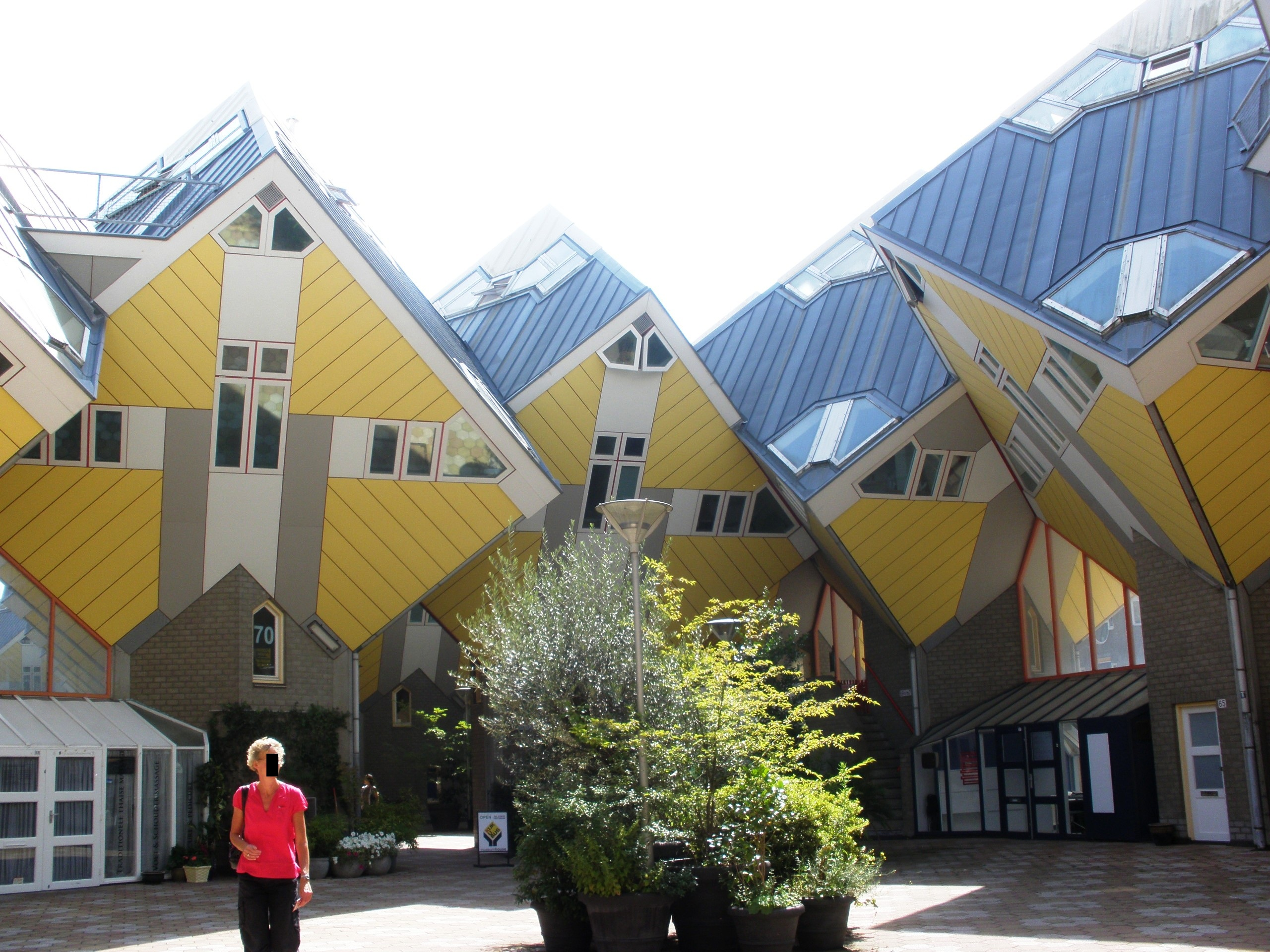
Cases de cub de Rotterdam vistes des de l'espai central
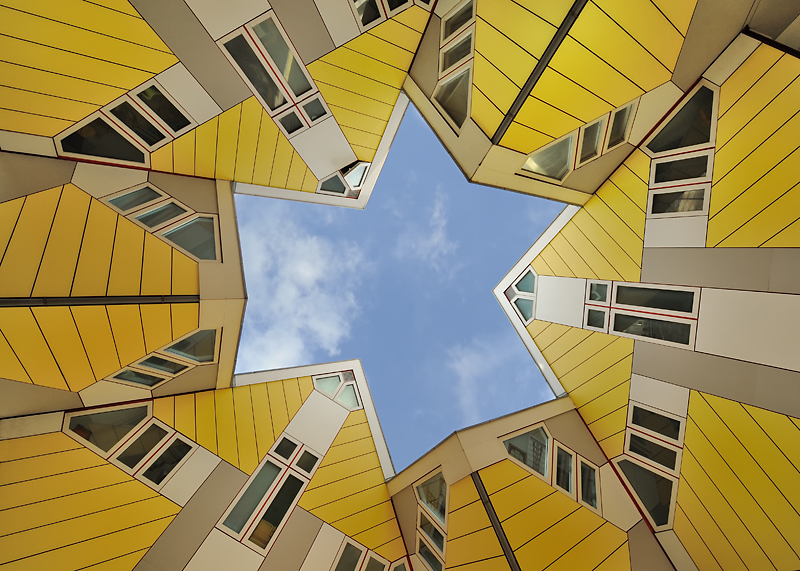
Cases de cub vistes des de sota
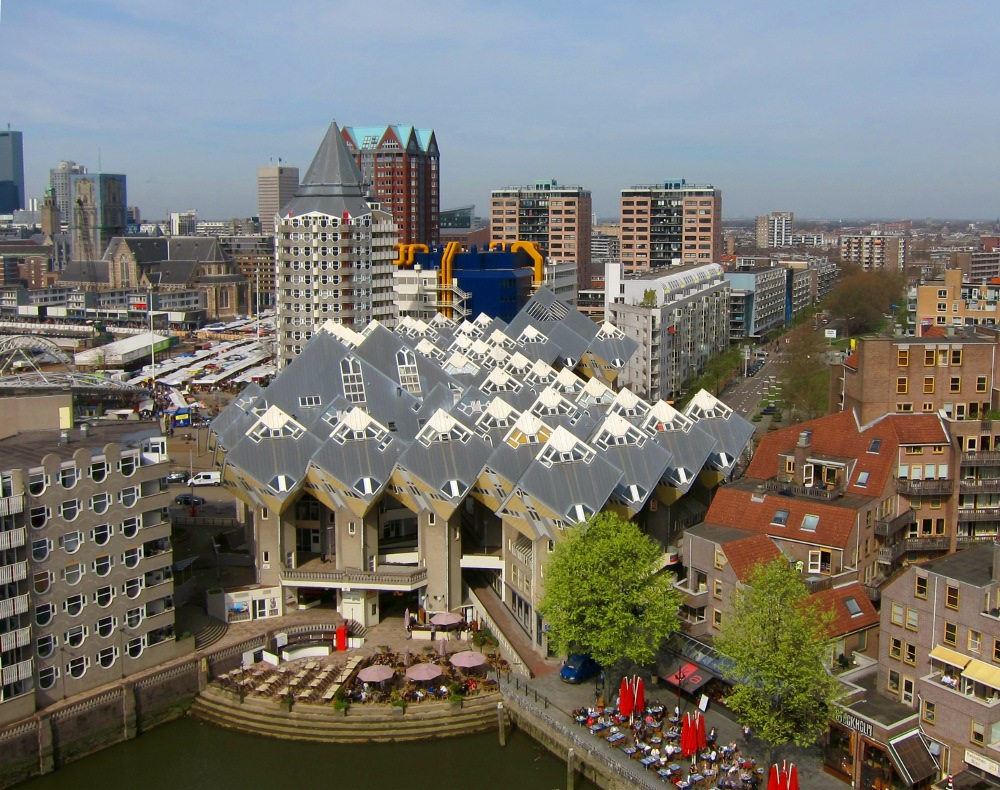
Vista aèria del complex sencer

## Toronto
El 1996, un grup de tres cases cúbiques van ser construïdes al llarg de l'Avinguda Oriental de Toronto.